# Films basés sur l'œuvre d'Honoré de Balzac
Cet article est une liste chronologique des adaptations des œuvres d'Honoré de Balzac à l'écran.

## Au cinéma
- 1906 : La Marâtre. Réalisation : Alice Guy.
- 1910 : Ferragus. Réalisation : André Calmettes.
- 1910 : La Duchesse de Langeais. France. Réalisation : André Calmettes.
- 1910 : Eugénie Grandet. France. Réalisation : Émile Chautard et Victorin Jasset. Avec Suzanne Revonne, Jacques Guilhène, Charles Krauss.
- 1911 : César Birotteau. France. Réalisation : Victorin Jasset.
- 1911 : Le Colonel Chabert. France. Réalisation : André Calmettes et Henri Pouctal. Avec Claude Garry, Romuald Joubé.
- 1912 : L’Auberge rouge. France. Réalisation : Camille de Morlhon. Avec Jeanne Cheirel, Julien Clément.
- 1913 : Eugénie Grandet (La Figlia dell’avaro). Italie. Réalisation : Roberto Roberti. Avec Francesca Bertini, Gustavo Serena.
- 1914 : Cousin Pons (Cousin Pons). États-Unis. Réalisation : Travers Vale. Avec Edward Cecil, Ivan Christy.
- 1915 : La Peau de chagrin (The Magic Skin). USA. Réalisation : Richard Ridgely.
- 1917: La Peau de chagrin (Das Spiel vom Tod). Allemagne. Réalisation : Alwin Neuß.
- 1917 : Histoire des Treize (Storia dei Tredici). Italie. Traduit en allemand sous le titre : Der Klub der Dreizehn, et en espagnol : La historia de los trece. Réalisation : Carmine Gallone. Avec Lyda Borelli, Ugo Piperno, Sandro Salvini. Production : Cines production. Scénario et adaptation : Lucio D'Ambra. Photographie : Giovanni Grimaldi.
- 1918 : Ferragus (Die Dreizehn). Allemagne. Réalisation : Alfred Halm. Avec Mady Christians, Hans Albers (Ferragus XXIII).
- 1919: Béatrix (Beatrice). Italie. Réalisation : Camillo De Riso. Avec Francesca Bertini, Amleto Novelli.
- 1920 : Béatrix (Beatrice, The Stronger Passion). Italie. réalisation : Herbert Brenon. Avec Marie Doro, Sandro Salvini.
- 1920 : L'Homme du large, d'après Un drame au bord de la mer. France. Réalisation : Marcel L'Herbier. Avec Jacques Catelain (Michel), Roger Karl (Nolff), Charles Boyer (Guenn la Taupe), Philippe Hériat (le protecteur), Marcelle Pradot (Djenna).
- 1920 : La Peau de chagrin (Desire, the Magic Skin). Angleterre. Réalisation : George Edward Hall.
- 1921 : Eugénie Grandet (The Conquering Power). USA. Réalisation : Rex Ingram. Avec Alice Terry, Rudolph Valentino.
- 1921 : Le Colonel Chabert (Il Colonello Chabert). Italie. Réalisation : Carmine Gallone. Avec Charles Le Bargy, Rita Pergament.
- 1921 : César Birotteau. Italie. Réalisation : Arnaldo Fratelli. Avec Gustavo Salvini, Rina Calabria.
- 1921 : Le Père Goriot. France. Réalisation : Jacques de Baroncelli. Avec Gabriel Signoret, Jacques Grétillat, Jeanne Cheirel, Claude France, Suzanne Bianchetti.
- 1922 : La Duchesse de Langeais (The Eternal Flame). USA. Réalisation : Frank Lloyd.
- 1923 : L'Auberge rouge. France. Réalisation : Jean Epstein. Avec Léon Mathot, Gina Manès, Jean-David Evremont, Pierre Hot, Marcelle Schmidt, Jacque-Christiani.
- 1923 : La Peau de chagrin (Slave of Desire). USA. Réalisation : George D. Baker.
- 1923 : Ferragus. France. Réalisation : Gaston Ravel et Tony Lekain.
- 1924 : Cousin Pons. France. Réalisation : Jacques Robert. Adaptation et scénario : Jacques Robert et André Chancerel. Avec Maurice de Féraudy, Paulette Pax.
- 1924 : Le Colonel Chabert (Graf Chagron, Oberst Chabert). Allemagne. Réalisation : Hansjürgen Völcker. Avec Paul Bareben (Hyacinthe Chabert), Édith Romanoff (la comtesse Ferraud), Peter Esser (maître Derville), Fritz Servos (le comte Ferraud).
- 1926 : La Duchesse de Langeais (Liebe). Allemagne. Réalisation : Paul Czinner. Avec Elisabeth Bergner.
- 1926 : Le Père Goriot (Paris at Midnight). USA. Réalisation : E. Mason Hopper. Avec Émile Chautard dans le rôle de Jean-Joachim Goriot.
- 1927 : La Cousine Bette. France. Réalisation : Max de Rieux. Avec Alice Tissot.
- 1932 : Un homme sans nom d'après Le Colonel Chabert. Allemagne. Réalisation : Gustav Ucicky et Roger Le Bon.
- 1936 : Gobseck. URSS. Réalisation : Konstantin Eggert.
- 1936 : Le Faiseur. France. Réalisation : André Hugon. Avec Paul Pauley, Elmire Vautier, Janine Borelli, Philippe Janvier.
- 1939 : La Peau de chagrin (Die unheimlichen Wünsche). Allemagne. Réalisation : Heinz Hilpert.
- 1940 : Tempête d'après Ferragus. France. Réalisation : Dominique Bernard-Deschamps. Avec Arletty,Marcel Dalio,Erich von Stroheim.
- 1942 : La Fausse Maîtresse. France. Réalisation : André Cayatte. Avec Danielle Darrieux, Lise Delamare, Bernard Lancret.
- 1942 : La Duchesse de Langeais. France. Réalisation : Jacques de Baroncelli. Avec Edwige Feuillère (Antoinette de Langeais), Pierre Richard-Willm (général de Montriveau), Aimé Clariond (marquis de Ronquerolles), Georges Grey (Henri de Marsay), Charles Granval (le vidame de Pamiers).
- 1943 : Vautrin. France. Réalisation : Pierre Billon. Avec Michel Simon, Madeleine Sologne, Georges Marchal, Line Noro, Louis Seigner, Michèle Lahaye, Marcel André, Georges Colin, Renée Albouy, Lucienne Bogaert, Gisèle Casadesus, Nane Germon, Pierre Labry, Jacques Varennes, Guillaume de Sax, Maurice Schutz, Marcel Mouloudji.
- 1943 : Le Colonel Chabert de René Le Hénaff avec Raimu dans le rôle de Hyacinthe Chabert.
- 1943 : Un seul amour de Pierre Blanchar.
- 1944 : La Rabouilleuse de Fernand Rivers avec Fernand Gravey, Suzy Prim, Pierre Larquey. Réalisation : Fernand Rivers.
- 1945 : Le Père Goriot. France. Réalisation : Robert Vernay. Avec Pierre Renoir (Vautrin), Claude Génia (Delphine de Nucingen), Lise Delamare (vicomtesse de Beauséant), Pierre Larquey (Jean-Joachim Goriot), Georges Rollin (Eugène de Rastignac).
- 1946 : Eugénie Grandet. Italie. Réalisation : Mario Soldati. Avec Alida Valli (Eugénie Grandet), Gualtiero Tumiati (Félix Grandet), Giorgio de Lullo (Charles Grandet), Giuditta Rissone (la mère d'Eugénie), Maria Bodi (madame des Grassins).
- 1947 : Les Chouans d'Henri Calef. Avec Jean Marais (le marquis de Montauran), Marcel Herrand (Corentin), Pierre Dux, Madeleine Lebeau (Marie-Nathalie de Verneuil), Louis Seigner (l'abbé Gudin).
- 1949 : Le Faiseur (The Lovable Cheat). Réalisation : Richard Oswald. États-Unis. Avec Charles Ruggles, Peggy Ann Garner, Buster Keaton.
- 1953 : Eugénie Grandet (Eugenia Grandet). Mexique. Réalisation : Emilio Gomez Muriel. Avec Marga López (Eugénie Grandet), Julio Villarreal (Félix Grandet), Ramón Gay (Charles Grandet), Andrea Palma (la mère d'Eugénie), Hortensia Santoveña (Nanon).
- 1960 : La Rabouilleuse de Louis Daquin. Avec Madeleine Robinson, Jean-Claude Pascal, Clara Gansard, Harry Riebauer, Gérard Bienert, Erika Pelikowsky, Ekkehard Schall, Ivan Malre.
- 1961 : La Fille aux yeux d'or. Réalisation : Jean-Gabriel Albicocco. Avec Marie Laforêt.
- 1967 : Stimulantia, d'après plusieurs nouvelles dont La Femme vertueuse.
- 1968 : Baisers volés, d'après Le Lys dans la vallée. France. Réalisation : François Truffaut. Avec Jean-Pierre Léaud, Claude Jade.
- 1971 : Out 1 : Noli me tangere de Jacques Rivette, d'après l'Histoire des Treize.
- 1987 : Gobseck, URSS, remake du film de 1936 par Alexandre Orlov.
- 1991 : La Belle Noiseuse de Jacques Rivette, d'après Le Chef-d'œuvre inconnu. Avec Emmanuelle Béart, Michel Piccoli.
- 1992 : L’Os de chagrin (Chagrenevaia Kost, d'après l'opéra L'Os de chagrin de Yuri Khanon, oc. 38, 1990). Russie. Réalisation : Igor Bezroukov.
- 1994 : Le Colonel Chabert d'Yves Angelo. Avec Gérard Depardieu (Hyacinthe Chabert), Fanny Ardant (la comtesse Ferraud), Fabrice Luchini (maître Derville).
- 1997 : Passion in the Desert. États-Unis, d'après la nouvelle Une passion dans le désert.
- 1998 : La Cousine Bette (Cousin Bette). Angleterre. Réalisation : Des McAnuff. Avec Jessica Lange (Élisabeth Fischer), Elisabeth Shue (Jenny Cadine), Bob Hoskins (Célestin Crevel), Hugh Laurie (baron Hulot d'Ervy), Aden Young (comte Wenceslas Steinbock).
- 2007 : Ne touchez pas la hache. Réalisation : Jacques Rivette, d'après La Duchesse de Langeais, avec Jeanne Balibar dans le rôle d'Antoinette de Langeais.
- 2008 : La Maison Nucingen (Nucingen Haus). France-Chili. Réalisation : Raoul Ruiz.
- 2021 : Eugénie Grandet. Réalisation : Marc Dugain. Avec Joséphine Japy, Olivier Gourmet, Valérie Bonneton
- 2021 : Illusions perdues. Réalisation : Xavier Giannoli, adaptation des Illusions perdues. Avec Benjamin Voisin, Cécile de France, Vincent Lacoste, Xavier Dolan.

- 2023 : Les Secrets de la princesse de Cadignan. Réalisation : Arielle Dombasle. Avec Arielle Dombasle.

## À la télévision

### Adaptations télévisuelles des œuvres de Balzac
- 1955 : Underbara lögnen Den, Gentle thief of love [Le Merveilleux Mensonge. La Grande Bretèche]. Suède. Réalisation : Schamyl Bauman, Michael Road. Avec Signe Hasso, William Langsford.
- 1956 : Le Colonel Chabert (Oberst Chabert). République Fédérale allemande. Réalisation : Volker Von Collande.
- 1956 : Eugénie Grandet. France. Réalisation : Maurice Cazeneuve.
- 1957 : La Grande Bretèche. États-Unis. Réalisation : John Schwartz. Opéra de la série NBC, 45 min. Avec Gloria Lane, Hugh Thompson.
- 1960 : Eugénie Grandet. URSS. Réalisation S. Alexeiev.
- 1960 : La Grande Bretèche. France. Réalisation : Claude Barma. Avec Françoise Christophe, Jean-Marc Bory.
- 1961 : Histoires extraordinaires : Melmoth réconcilié. Québec. Tiré du roman éponyme d'Honoré de Balzac. Réalisation : Guy Hoffmann. Avec Georges Carrère, Monique Chentrier, Jean Coutu, Jean Dalmain, Bertrand Gagnon, Jean Gascon, Georges Groulx, Guy Hoffmann, René Joubert, Jean Lajeunesse, Monique Lepage, André Malavoy, Monique Miller, Henri Norbert, Jean-Louis Roux.
- 1963 : Eugénie Grandet (Papa Grandet). Italie. Réalisation : Alessandro Brissoni.
- 1964 : La Cousine Bette. France. Réalisation : Yves-André Hubert. Avec Alice Sapritch (Élisabeth Fischer), Jean Sobieski (comte Wenceslas Steinbock).
- 1964 : Melmoth réconcilié. France. Réalisation : Georges Lacombe. Adaptation : Pierre Latour. Avec Robert Porte, Régine Blass.
- 1965 : Das Landhaus (La Grande Bretèche). Allemagne. Réalisation : Ludwig Cremer. Adaptation : Jacques Armand. Avec Ingrid Andrée, Alfred Balthoff.
- 1966 : Illusions perdues. France. Réalisation : Maurice Cazeneuve. Avec Yves Rénier (Lucien de Rubempré).
- 1967 : Le Colonel Chabert (Oberst Chabert). République fédérale allemande. Réalisation : Ludwig Cremer.
- 1967 : Béatrix. France. Réalisation : Alain Boudet. Adaptation et dialogues : Jean-Claude Brisville. Avec Loleh Bellon, Renaud Mary.
- 1968 : Le Père Goriot. Grande-Bretagne. Réalisation : Paddy Russell. Avec Michael Goodliffe (le père Goriot), Angela Browne (Anastasie de Restaud), Anna Cropper (Victorine), David Dundas (Eugène de Rastignac), Walter Gotell.
- 1968 : Eugénie Grandet. Réalisation : Alain Boudet. Avec René Dary (Félix Grandet) Bérangère Dautun (Eugénie Grandet).
- 1970 : Le Lys dans la vallée. France. Réalisation : Marcel Cravenne. Avec Delphine Seyrig (comtesse de Mortsauf), Richard Leduc (Félix de Vandenesse), Georges Marchal (monsieur de Mortsauf), Alexandra Stewart (Arabelle, Lady Dudley), André Luguet (monsieur de Chessel).
- 1970 : Le Curé de village. France. Réalisation : Jean-Louis Bory. Scénario : Edmond Tyborowski. Avec Alice Sapritch, Raoul Guillet.
- 1970 : Le Père Goriot. France. Réalisation : Guy Jorré. Avec Charles Vanel (Jean-Joachim Goriot), Bruno Garcin (Rastignac), Roger Jacquet (Vautrin), Monique Nevers (Delphine de Nucingen), Elia Clermont (Anastasie de Restaud).
- 1971 : La Cousine Bette (Cousin Bette). Grande-Bretagne. Réalisation : Gareth Davies, série de cinq épisodes. Avec Colin Baker, Edmund Knight.
- 1973 : La Grande Bretèche. États-Unis Réalisateur : Orson Welles. Épisode de la série télé Great Mysteries.
- 1975 : Une ténébreuse affaire. France. Réalisation : Alain Boudet
- 1975 : Splendeurs et misères des courtisanes. France. Feuilleton en 6 épisodes de 90 minutes. Réalisation : Maurice Cazeneuve.
- 1977 : Le Cousin Pons. France. Réalisation : Guy Jorré. Adaptation : Jean-Louis Bory. Avec Henri Virlojeux, Charles Charras.
- 1977 : César Birotteau (Histoire de la grandeur et de la décadence de). France. Réalisation : René Lucot. Adaptation et dialogues : Jacques Rémy. Avec Martin Trévières, Anouk Ferjac.
- 1978 : Le Colonel Chabert. France. Réalisation : Pierre Sabbagh. Pièce d’Albert Husson et Jean Meyer d’après le roman de Balzac. Avec Jean Meyer, Geneviève Fontanel.
- 1980 : Le Curé de Tours. France. Réalisation : Gabriel Axel. Avec Jean Carmet (l'abbé François Birotteau), Michel Bouquet (l’abbé Troubert), Suzanne Flon (mademoiselle Gamard).
- 1980 : La Peau de chagrin. France. Réalisation : Michel Favart. Avec Marc Delsaert (Raphaël de Valentin), Catriona MacColl (comtesse Fœdora), Anne Caudry (Pauline Gaudin de Witschnau), Richard Fontana (Horace), Alain Cuny (l'antiquaire).
- 1981 : Ursule Mirouët. France. Réalisation : Marcel Cravenne. Adaptation : Robert Scipion. Avec Anne Consigny, Armand Meffre.
- 1982 : Les Secrets de la princesse de Cadignan. France. Réalisation : Jacques Deray. Avec Claudine Auger (la princesse de Cadignan), Marina Vlady (la marquise d'Espard), François Marthouret (Daniel d'Arthez), Niels Arestrup (Eugène de Rastignac), Pierre Arditi (Émile Blondet).
- 1982 : Le Lys dans la vallée. France. Réalisation : Fabrice Maze. Adaptation : Félicien Marceau. Avec Louis Velle, Ludmila Mikaël (madame de Mortsauf), Pascal Greggory, Elvire Audray.
- 1983 : La Duchesse de Langeais. France. Réalisation : Jean-Paul Roux (série télé en dix épisodes). Avec Caroline Beaum, Patrick Laplace.
- 1984 : Mémoires de deux jeunes mariées. France. Réalisation : Marcel Cravenne. Avec Fanny Ardant, François Marthouret.
- 1986 : Mönch ärgere dich nicht. Réalisation : Gerd Keil. D'après le recueil Les Cent Contes drolatiques.
- 1989 : Une fille d'Ève. Réalisation : Alexandre Astruc. Avec Mathieu Carrière (Raoul Nathan), Corinne Le Poulain (Florine), Denis Manuel (Félix de Vandenesse), Geneviève Casile (la marquise d'Espard).
- 1992 : La Femme abandonnée. France. Réalisation : Édouard Molinaro. Adaptation : Édouard Molinaro et Madeleine Chapsal. Avec Charlotte Rampling (Fanny), Christopher Thompson (Louis), Vanessa Wagner (Caroline), Yann Collette (Gaston), Philippe Laudenbach (comte de Lussanges).
- 1993 : Albert Savarus. Réalisation : Alexandre Astruc. Avec Niels Arestrup, Dominique Sanda.
- 1993 : L'Interdiction. Réalisation : Jean-Daniel Verhaeghe. France. Avec Bernard Fresson, Caroline Silhol.
- 1994 : Eugénie Grandet. France. Réalisation : Jean-Daniel Verhaeghe. Avec Alexandra London (Eugénie Grandet), Jean Carmet (Félix Grandet), Dominique Labourier (madame Grandet), Jean-Claude Adelin (Charles Grandet), Claude Jade (madame des Grassins).
- 1995 : La Duchesse de Langeais. France. Réalisation : Jean-Daniel Verhaeghe. Avec Laure Duthilleul (Antoinette de Langeais), Robin Renucci (marquis de Montriveau), Edwige Feuillère (princesse de Blamont-Chauvry), Bernard Verley (marquis de Ronquerolles).
- 1999 : Le Faiseur. France. Réalisation : Georges Folgoas. Avec Michel Galabru, Nadine Capri.
- 2001 : Rastignac ou les Ambitieux (série). Réalisation : Alain Tasma. Avec Jocelyn Quivrin (Eugène de Rastignac), Flannan Obé (Lucien de Rubempré), Alika Del Sol (Elsa), Michel Aumont (monsieur de Rastignac), Zabou Breitman (Antoinette de Langeais).
- 2004 : Le Père Goriot. France. Réalisation : Jean-Daniel Verhaeghe. Avec Charles Aznavour (Jean-Joachim Goriot), Tchéky Karyo (Vautrin), Malik Zidi (Rastignac), Nadia Barentin (Mme Vauquer), Maruschka Detmers (vicomtesse de Beauséant).
- 2009 : La Maison du chat-qui-pelote, dans la série Contes et nouvelles du XIXe siècle. France. Réalisation : Jean-Daniel Verhaeghe. Avec Mélanie Bernier (Augustine Guillaume), Raphaël Personnaz (Théodore de Sommervieux) et Arielle Dombasle (la duchesse de Carigliano).
- 2010 : La Peau de Chagrin. France. Réalisation : Alain Berliner. Avec Thomas Coumans (Raphaël de Valentin), Annabelle Hettmann (Pauline), Julien Honoré (Eugène de Rastignac), Mylène Jampanoï (Fœdora), Jean-Pierre Marielle (Oswald).

### Téléfilms sur la vie de Balzac
- 1973 : Un grand amour de Balzac. France-Pologne (feuilleton télévisuel en 7 épisodes). Réalisation : Jacqueline Audry et Wojciech Solarz. Avec Beata Tyszkiewicz (comtesse Hanska), Pierre Meyrand (Honoré de Balzac), Danièle Ajoret (Laure de Surville), Julia Dancourt (Zulma Carraud), Anouk Ferjac (la duchesse de Castries), Élina Labourdette (Laure de Berny), Zdzislaw Mrozewski (le comte Hanski), Ewa Wisniewska (Frances-Sarah Guidoboni-Visconti).
- 1998 : Balzac. France (téléfilm). Réalisation : Josée Dayan. Scénario : Didier Decoin. Avec Gérard Depardieu (Balzac), Jeanne Moreau, Fanny Ardant, Virna Lisi, Katja Rieman, Claude Rich, Gert Voss, Sergio Rubini, François Marthouret, Gottfried John, Pascal Vannson, Roland Bertin, Marianne Denicourt.